# Psalterium decem chordarum
Il Psalterium decem chordarum (Il salterio decacorde) è un trattato teologico-filosofico composto da Gioacchino da Fiore tra il 1183 e il 1187. È la terza opera della “trilogia della Trinità” (della quale fanno parte la Concordia Novi ac Veteris Testamenti e l’Expositio in Apocalypsim) ed è dedicata alla persona dello Spirito Santo.

## Genesi dell’opera
Lo Psalterium decem chordarum fu composto a più riprese: la stesura del libro I si fa risalire al biennio 1183-1184 nei pressi dell’abbazia di Casamari e quella dei libri II e III al 1187. 
Si ritiene che l’opera fu redatta in un lasso di tempo minore risotto ai precedenti trattati della Concordia e dell’Expositio ed è ragionavole desumere che sia rimasta incompiuta, considerando le ridotte dimensioni del terzo libro.
Il titolo del trattato allude allo strumento musicale del Salterio a dieci corde, citato nei testi biblici. Nella forma trapezioidale dello stesso si possono rinvenire per Gioacchino diverse simbologie:
- I due angoli della base inferiore rappresentano le persone trinitarie del Padre e del Figlio
- Il lato superiore rappresenta la persona trinitaria dello Spirito Santo
- Le dieci corde rappresentano i cori angelici e l’uomo

## Contenuti
Come avrà modo di affermare lo stesso Gioacchino, lo Psalterium decem chordarum è ripartito in tre libri tante quante sono le persone della trinità.
L’esposizione tematica del trattato presenta una soluzione originale: esso si pone infatti a metà strada tra un commentario del libro dei Salmi e un’esposizione del mistero della Trinità.

### Libro I - De Contemplatione Trinitatis
Il Libro I, intitolato De Contemplatione Trinitatis, è una fitta esposizione delle proprie tesi sul mistero trinitario.
Gioacchino si preoccupa di confutare diverse teorie al riguardo:
- Il sabellianismo, secondo il quale la Trinità si compone di una sola persona riducendola puramente a una “triplicità di nomi”.
- L’arianesimo, il quale scinde la Trinità in tre distinte unità ontologiche.
- Il quaternarismo, da Gioacchino attribuito a Pietro Lombardo, il quale nega il nesso di reciprocità che sussiste tra le persone della Trinità e la sostanza, reputata alla stregua di una quarta persona.

A questo punto, Gioacchino avrà modo di affermare in modo definitivo che la Trinità non sia una sostanza unipersonale ma tripersonale all’interno della quale sussistono realmente e non in modo fittizio tre Persone.

### Libro II - De numero psalmorum et de perfectione vel significatione ipsius numeri
Nel libro II Gioacchino analizza il significato numerologico del numero 150, il quale rappresenta il numero totale dei Salmi. In particolar modo, osserva come - tra le varie scomposizioni - sia possibile suddividerlo in tre gruppi da 50 dunque corrispondenti:
- Alle tre persone della Trinità
- Alle tre età della storia: età del Padre, età del Figlio ed età dello Spirito Santo
- Ai tre ordines del genere umano: ordine dei coniugi (o dei laici), ordine dei chierici (o clericale) e ordine dei monaci (o spirituale).

### Libro III - De institutione psallentium
Il libro III, data la sua esigua estensione rispetto ai due precedenti, è probabilmente incompiuto. È un’analisi poetica, metrica e contenutistica dei Salmi.